# Československá fotbalová reprezentace do 20 let
Československá fotbalová reprezentace do 20 let reprezentovalo  Československo na mezinárodních turnajích, jako je Mistrovství světa ve fotbale hráčů do 20 let.

## Mistrovství světa
| Rok    | Účast                                           | Soupisky |
| ------ | ----------------------------------------------- | -------- |
| 1977   | nekvalifikovali se                              |          |
| 1979   | nekvalifikovali se                              |          |
| 1981   | nekvalifikovali se                              |          |
| 1983   | Vyřazení v čtvrtfinále Brazílií                 |          |
| 1985   | nekvalifikovali se                              |          |
| 1987   | nekvalifikovali se                              |          |
| 1989   | nepostoupili ze skupiny                         |          |
| 1991   | nekvalifikovali se                              |          |
| Celkem | účast – 2× zlato – 0×, stříbro – 0×, bronz – 0× |          |